# Klubowy Puchar Europy w szachach (2004)
2004 – dwudziesty sezon Klubowego Pucharu Europy w szachach. Rozgrywki odbyły się w Izmirze w dniach 3–9 października 2004 roku. Tytuł obronił francuski NAO Chess Club.

## Format rozgrywek
Turniej odbywał się systemem szwajcarskim na dystansie siedmiu rund. W przypadku identycznej liczby punktów decydowała łączna liczba punktów uzyskanych przez zawodników, a przy dalszej równości – system Buchholza.

## Uczestnicy
W nawiasie podano średni ranking Elo. Źródło: OlimpBase

- Admiral Sparkasse Fürstenfeld (2417)
- KSK 47 Eynatten (2496)
- KSK Rochade Eupen-Kelmis (2352)
- Wieśninka Mińsk (2460)
- Bosna Sarajewo (2669)
- Željezničar Sarajewo (2436)
- SK1968 (2242)
- Minatori Mitrowica (1821)
- KSH Prishtina (2046)
- Gaia Helsinki (2278)
- Matinkylän SK (2362)
- CE Monte-Carlo (2522)
- NAO Chess Club (2698)
- Egrisi Senaki (2056)
- NTN Tbilisi (2401)
- CA Valencia (2372)
- Tiendas UPI Mancha Real (2487)
- Dublin Chess Club (1974)
- Taflfélagið Hellir (2342)
- Beer Sheva Chess Club (2579)
- CE Dudelange (2272)
- Le Cavalier Differdange (2199)
- Alkaloid Skopje (2500)
- Oslo SS (2265)
- Polonia Warszawa (2644)
- Ładja Kazań (2586)
- Maks Wien Jekaterynburg[3] (2682)
- Tomsk-400 (2638)
- Limhamns SK (2328)
- Eczacıbaşı SK (2391)
- İTÜ SK (2214)
- Marmaris Belediyesi SK (2221)
- TED Ankara Kolejliler (2267)
- Cardiff Chess Club (2168)
- Nidum Liberals (2051)
- Zalaegerszegi Csuti-Hydrocomp SK (2540)

## Rozgrywki

### Runda 1
Źródło: OlimpBase
3 października 2004
| NAO Chess Club – Matinkylän SK 6:0                       |
| KSK Rochade Eupen-Kelmis – Maks Wien Jekaterynburg 1½:4½ |
| Bosna Sarajewo – Taflfélagið Hellir 5½:½                 |
| Limhamns SK – Polonia Warszawa 1:5                       |
| Tomsk-400 – Gaia Helsinki 6:0                            |
| CE Dudelange – Ładja Kazań ½:5½                          |
| Beer Sheva Chess Club – TED Ankara Kolejliler 6:0        |
| Oslo SS – Zalaegerszegi Csuti-Hydrocomp SK ½:5½          |
| CE Monte-Carlo – SK1968 5:1                              |
| Marmaris Belediyesi SK – Alkaloid Skopje 3:3             |
| KSK 47 Eynatten – İTÜ SK 3½:2½                           |
| Le Cavalier Differdange – Tiendas UPI Mancha Real ½:5½   |
| Wieśninka Mińsk – Cardiff Chess Club 5½:½                |
| Nidum Liberals – Željezničar Sarajewo ½:5½               |
| Admiral Sparkasse Fürstenfeld – Egrisi Senaki 4½:1½      |
| KSH Prishtina – NTN Tbilisi ½:5½                         |
| Eczacıbaşı SK – Dublin Chess Club 4:2                    |
| Minatori Mitrowica – CA Valencia 3½:2½                   |

### Runda 2
Źródło: OlimpBase
4 października 2004
| Minatori Mitrowica – NAO Chess Club 1½:4½               |
| Ładja Kazań – Maks Wien Jekaterynburg 2½:3½             |
| Admiral Sparkasse Fürstenfeld – Bosna Sarajewo ½:5½     |
| Tiendas UPI Mancha Real – Polonia Warszawa 1½:4½        |
| KSK 47 Eynatten – Tomsk-400 1:5                         |
| Eczacıbaşı SK – Beer Sheva Chess Club 1:5               |
| Zalaegerszegi Csuti-Hydrocomp SK – CE Monte-Carlo 2½:3½ |
| NTN Tbilisi – Wieśninka Mińsk 2½:3½                     |
| Željezničar Sarajewo – Marmaris Belediyesi SK 4:2       |
| Alkaloid Skopje – CE Dudelange 4:2                      |
| CA Valencia – TED Ankara Kolejliler 4:2                 |
| Dublin Chess Club – Matinkylän SK 1:5                   |
| Nidum Liberals – KSK Rochade Eupen-Kelmis 1:5           |
| Taflfélagið Hellir – Oslo SS 3½:2½                      |
| Cardiff Chess Club – Limhamns SK 2:4                    |
| İTÜ SK – Gaia Helsinki 3½:2½                            |
| SK1968 – Le Cavalier Differdange 4:2                    |
| Egrisi Senaki – KSH Prishtina – 3:3                     |

### Runda 3
Źródło: OlimpBase
5 października 2004
| NAO Chess Club – Željezničar Sarajewo 5½:½           |
| Maks Wien Jekaterynburg – Bosna Sarajewo 3:3         |
| Tomsk-400 – CE Monte-Carlo 3½:2½                     |
| Beer Sheva Chess Club – Wieśninka Mińsk 4:2          |
| Polonia Warszawa – Alkaloid Skopje 5½:½              |
| Taflfélagið Hellir – Ładja Kazań 1½:4½               |
| NTN Tbilisi – KSK 47 Eynatten 3½:2½                  |
| Tiendas UPI Mancha Real – Minatori Mitrowica 5½:½    |
| Matinkylän SK – Admiral Sparkasse Fürstenfeld 1:5    |
| İTÜ SK – Eczacıbaşı SK 1½:4½                         |
| SK1968 – CA Valencia 3:3                             |
| KSK Rochade Eupen-Kelmis – Limhamns SK 2½:3½         |
| Egrisi Senaki – Zalaegerszegi Csuti-Hydrocomp SK 2:4 |
| Marmaris Belediyesi SK – KSH Prishtina 3½:2½         |
| Gaia Helsinki – Cardiff Chess Club 5½:½              |
| CE Dudelange – Le Cavalier Differdange 3½:2½         |
| TED Ankara Kolejliler – Dublin Chess Club 3:3        |
| Oslo SS – Nidum Liberals 3½:2½                       |

### Runda 4
Źródło: OlimpBase
6 października 2004
| Tomsk-400 – NAO Chess Club 1:5                                |
| Polonia Warszawa – Beer Sheva Chess Club 3:3                  |
| Wieśninka Mińsk – Maks Wien Jekaterynburg 2½:3½               |
| Bosna Sarajewo – Eczacıbaşı SK 5½:½                           |
| Limhamns SK – Ładja Kazań 1:5                                 |
| Zalaegerszegi Csuti-Hydrocomp SK – Željezničar Sarajewo 4½:1½ |
| CE Monte-Carlo – NTN Tbilisi 5:1                              |
| Admiral Sparkasse Fürstenfeld – Tiendas UPI Mancha Real 2:4   |
| CA Valencia – Alkaloid Skopje 1½:4½                           |
| Marmaris Belediyesi SK – SK1968 4:2                           |
| KSK 47 Eynatten – CE Dudelange 3½:2½                          |
| Matinkylän SK – Oslo SS 2½:3½                                 |
| Minatori Mitrowica – KSK Rochade Eupen-Kelmis 0:6             |
| Gaia Helsinki – Taflfélagið Hellir 1½:4½                      |
| Dublin Chess Club – İTÜ SK 0:6                                |
| KSH Prishtina – TED Ankara Kolejliler 2½:3½                   |
| Nidum Liberals – Egrisi Senaki ½:5½                           |
| Le Cavalier Differdange – Cardiff Chess Club 1½:4½            |

### Runda 5
Źródło: OlimpBase
7 października 2004
| Maks Wien Jekaterynburg – NAO Chess Club 2:4                   |
| Beer Sheva Chess Club – Bosna Sarajewo 1½:4½                   |
| CE Monte-Carlo – Polonia Warszawa 2½:3½                        |
| Ładja Kazań – Tomsk-400 3½:2½                                  |
| Tiendas UPI Mancha Real – Zalaegerszegi Csuti-Hydrocomp SK 3:3 |
| Alkaloid Skopje – KSK 47 Eynatten 3:3                          |
| Eczacıbaşı SK – Marmaris Belediyesi SK 3:3                     |
| Limhamns SK – Wieśninka Mińsk 2:4                              |
| Željezničar Sarajewo – Admiral Sparkasse Fürstenfeld 1½:4½     |
| NTN Tbilisi – Taflfélagið Hellir 5:1                           |
| Oslo SS – İTÜ SK 3:3                                           |
| KSK Rochade Eupen-Kelmis – SK1968 5:1                          |
| TED Ankara Kolejliler – Egrisi Senaki 2:4                      |
| CA Valencia – Gaia Helsinki 5½:½                               |
| Cardiff Chess Club – Matinkylän SK 1½:4½                       |
| CE Dudelange – Minatori Mitrowica 3½:2½                        |
| KSH Prishtina – Dublin Chess Club 4:2                          |
| Le Cavalier Differdange – Nidum Liberals 4½:1½                 |

### Runda 6
Źródło: OlimpBase
8 października 2004
| NAO Chess Club – Polonia Warszawa 3:3                            |
| Bosna Sarajewo – Ładja Kazań 2½:3½                               |
| Zalaegerszegi Csuti-Hydrocomp SK – Maks Wien Jekaterynburg 1½:4½ |
| Beer Sheva Chess Club – Tiendas UPI Mancha Real 5:1              |
| Tomsk-400 – NTN Tbilisi 4½:1½                                    |
| Marmaris Belediyesi SK – CE Monte-Carlo 1:5                      |
| Alkaloid Skopje – KSK Rochade Eupen-Kelmis 5:1                   |
| Wieśninka Mińsk – Admiral Sparkasse Fürstenfeld 3:3              |
| KSK 47 Eynatten – Eczacıbaşı SK 4:2                              |
| İTÜ SK – CA Valencia 2½:3½                                       |
| Egrisi Senaki – Oslo SS 4:2                                      |
| Taflfélagið Hellir – Željezničar Sarajewo 2½:3½                  |
| Matinkylän SK – Limhamns SK 2½:3½                                |
| CE Dudelange – KSH Prishtina 2:4                                 |
| SK1968 – TED Ankara Kolejliler 3:3                               |
| Gaia Helsinki – Le Cavalier Differdange 4:2                      |
| Cardiff Chess Club – Minatori Mitrowica 3½:2½                    |
| Dublin Chess Club – Nidum Liberals 5:1                           |

### Runda 7
Źródło: OlimpBase
9 października 2004
| Ładja Kazań – NAO Chess Club 3:3                         |
| Polonia Warszawa – Bosna Sarajewo 2½:3½                  |
| Maks Wien Jekaterynburg – Beer Sheva Chess Club 4:2      |
| CE Monte-Carlo – Alkaloid Skopje 3:3                     |
| Admiral Sparkasse Fürstenfeld – Tomsk-400 2:4            |
| Zalaegerszegi Csuti-Hydrocomp SK – KSK 47 Eynatten 3½:2½ |
| Tiendas UPI Mancha Real – Egrisi Senaki 5:1              |
| CA Valencia – Wieśninka Mińsk 1½:4½                      |
| NTN Tbilisi – Limhamns SK 5:1                            |
| KSK Rochade Eupen-Kelmis – Marmaris Belediyesi SK 4:2    |
| Željezničar Sarajewo – İTÜ SK 5:1                        |
| Eczacıbaşı SK – Oslo SS 4:2                              |
| KSH Prishtina – Gaia Helsinki 4:2                        |
| TED Ankara Kolejliler – Matinkylän SK 3½:2½              |
| Taflfélagið Hellir – CE Dudelange 3½:2½                  |
| SK1968 – Cardiff Chess Club 4½:1½                        |
| Le Cavalier Differdange – Dublin Chess Club 2:4          |
| Minatori Mitrowica – Nidum Liberals 2½:3½                |

## Klasyfikacja
Źródło: OlimpBase
| Msc | Zespół                           | M | W | R | P | Pkt |
| --- | -------------------------------- | - | - | - | - | --- |
| 1   | NAO Chess Club                   | 7 | 5 | 2 | 0 | 12  |
| 2   | Bosna Sarajewo                   | 7 | 5 | 1 | 1 | 11  |
| 3   | Ładja Kazań                      | 7 | 5 | 1 | 1 | 11  |
| 4   | Maks Wien Jekaterynburg          | 7 | 5 | 1 | 1 | 11  |
| 5   | Polonia Warszawa                 | 7 | 4 | 2 | 1 | 10  |
| 6   | Tomsk-400                        | 7 | 5 | 0 | 2 | 10  |
| 7   | Beer Sheva Chess Club            | 7 | 4 | 1 | 2 | 9   |
| 8   | CE Monte-Carlo                   | 7 | 4 | 1 | 2 | 9   |
| 9   | Tiendas UPI Mancha Real          | 7 | 4 | 1 | 2 | 9   |
| 10  | Wieśninka Mińsk                  | 7 | 4 | 1 | 2 | 9   |
| 11  | Zalaegerszegi Csuti-Hydrocomp SK | 7 | 4 | 1 | 2 | 9   |
| 12  | Alkaloid Skopje                  | 7 | 3 | 3 | 1 | 9   |
| 13  | KSK Rochade Eupen-Kelmis         | 7 | 4 | 0 | 3 | 8   |
| 14  | NTN Tbilisi                      | 7 | 4 | 0 | 3 | 8   |
| 15  | Željezničar Sarajewo             | 7 | 4 | 0 | 3 | 8   |
| 16  | Admiral Sparkasse Fürstenfeld    | 7 | 3 | 1 | 3 | 7   |
| 17  | CA Valencia                      | 7 | 3 | 1 | 3 | 7   |
| 18  | Egrisi Senaki                    | 7 | 3 | 1 | 3 | 7   |
| 19  | KSH Prishtina                    | 7 | 3 | 1 | 3 | 7   |
| 20  | KSK 47 Eynatten                  | 7 | 3 | 1 | 3 | 7   |
| 21  | Eczacıbaşı SK                    | 7 | 3 | 1 | 3 | 7   |
| 22  | Marmaris Belediyesi SK           | 7 | 2 | 2 | 3 | 6   |
| 23  | SK1968                           | 7 | 2 | 2 | 3 | 6   |
| 24  | Taflfélagið Hellir               | 7 | 3 | 0 | 4 | 6   |
| 25  | TED Ankara Kolejliler            | 7 | 2 | 2 | 3 | 6   |
| 26  | Limhamns SK                      | 7 | 3 | 0 | 4 | 6   |
| 27  | İTÜ SK                           | 7 | 2 | 1 | 4 | 5   |
| 28  | Oslo SS                          | 7 | 2 | 1 | 4 | 5   |
| 29  | Dublin Chess Club                | 7 | 2 | 1 | 4 | 5   |
| 30  | Matinkylän SK                    | 7 | 2 | 0 | 5 | 4   |
| 31  | CE Dudelange                     | 7 | 2 | 0 | 5 | 4   |
| 32  | Gaia Helsinki                    | 7 | 2 | 0 | 5 | 4   |
| 33  | Cardiff Chess Club               | 7 | 2 | 0 | 5 | 4   |
| 34  | Le Cavalier Differdange          | 7 | 1 | 0 | 6 | 2   |
| 35  | Minatori Mitrowica               | 7 | 1 | 0 | 6 | 2   |
| 36  | Nidum Liberals                   | 7 | 1 | 0 | 6 | 2   |